# هانز ملشيور
هانز ملشيور (1894-1984) (بالإنجليزية: Hans Melchior)‏ هو عالم نبات ألماني.